# Mario Martiradonna
Mario Martiradonna (* 28. August 1938 in Bari; † 20. November 2011 in Cagliari) war ein italienischer Fußballspieler. In der Saison 1969/70 war er Teil der Mannschaft des US Cagliari, die mit dem Verein die italienische Fußballmeisterschaft gewinnen konnte. Weiterhin spielte er unter anderem für den AS Teramo und den AC Reggiana.

## Karriere
Mario Martiradonna wurde am 28. August 1938 in Bari im Süden Italiens geboren. Mit dem Fußballspielen begann er jedoch nicht in seiner Heimatstadt, sondern beim AS Melfi in der nahe gelegenen Provinz Basilikata. In Melfi besuchte der Abwehrspieler die Jugendabteilung, ehe er 1956 im Alter von achtzehn Jahren in die erste Männermannschaft des Vereins aufgenommen wurde. Für den AS Melfi spielte Mario Martiradonna in der Folge drei Jahre lang bis 1959 und absolvierte in dieser Zeit 80 Ligaspiele, in denen ihm zwei Torerfolge gelangen. Melfi spielte damals allerdings sehr unterklassig. 1959 wechselte Martiradonna zum AS Teramo in die Serie C. Bei dem Verein aus den Abruzzen blieb er jedoch nur ein Jahr und machte in diesem Jahr 33 Ligaspiele in der Serie C, ohne ein Tor zu erzielen. Danach schloss er sich für zwei Jahre dem AC Reggiana, damals in der Serie B beheimatet, an. Nachdem im ersten Jahr Platz vier in der zweithöchsten Liga erreicht und der Aufstieg in die Serie A damit nur knapp verpasst wurde, musste nach Ende der Saison 1961/62 der Gang in die Drittklassigkeit angetreten werden. Daraufhin verließ Mario Martiradonna den AC Reggiana nach zwei Jahren und 61 Ligaspielen wieder, um sich dem Zweitligaaufsteiger US Cagliari anzuschließen.
Auf Sardinien erlebte Mario Martiradonna nun fast die komplette restliche Zeit seiner fußballerischen Laufbahn. Insgesamt spielte er von 1962 bis 1973 für die US Cagliari und machte in dieser Zeit 309 Ligaspiele mit fünf Toren. In der Rangliste der Spieler mit den meisten Einsätzen für den seit 1970 als Cagliari Calcio auflaufenden Verein belegt Martiradonna den siebten Platz. Er ist zudem Mitglied der Hall of Fame des Vereins. In seinen zwölf Jahren bei der US Cagliari, die einzig unterbrochen wurden durch ein halbjähriges Intermezzo bei den Chicago Mustangs in den USA, war Mario Martiradonna Teil der erfolgreichsten Mannschaft des Verein überhaupt. Nach dem Aufstieg in die Serie B gelang im zweiten Zweitligajahr gleich der Sprung in die Serie A, wo man sich in der Folgezeit souverän etablieren konnte. In Cagliari bildete sich eine Mannschaft um Spieler wie Luigi Riva, Pierluigi Cera oder Enrico Albertosi, die schon 1969 mit nur vier Punkten Rückstand auf den AC Florenz die italienische Vizemeisterschaft erreichte. Das Jahr darauf gestaltete die Mannschaft von Trainer Manlio Scopigno noch erfolgreicher und befand sich nach dem Ende aller Spieltage auf dem ersten Platz in der Serie A, vier Punkte vor dem ersten Verfolger Inter Mailand, was den bis heute ersten und einzigen Gewinn der italienischen Fußballmeisterschaft durch eine Mannschaft der US Cagliari bedeutete. In den Folgejahren sank der Stern der US Cagliari allerdings ebenso schnell wieder, wie er in den 1960er-Jahren aufgegangen war. Schon 1976 und damit nur sechs Jahre nach der Meisterschaft musste der Verein den Gang zurück in die Zweitklassigkeit antreten. Mario Martiradonna weilt da aber schon nicht mehr bei Cagliari Calcio. Der Verteidiger, der nie ein Länderspiel für die italienische Fußballnationalmannschaft bestritten hatte, ließ seine Laufbahn von 1973 bis 1974 noch beim Amateurverein US Monsummanese, ehe er diese im Alter von 36 Jahren schließlich beendete. Danach lebte Martiradonna in Cagliari, wo er 2011 im Alter von 73 Jahren verstarb.

## Erfolge
- Italienische Meisterschaft: 1×
1969/70 mit der US Cagliari